# Avondale Estates
Avondale Estates è una città degli Stati Uniti d'America, situata in Georgia, nella Contea di DeKalb.